# Lunatic Gate
「Lunatic Gate」（ルナティック・ゲート）は、日本のヴィジュアル系ロックバンド・Janne Da Arcの2作目のシングル。

## 解説
- デビューシングルから4ヶ月後にリリースされた2ndシングル。yasuはこの楽曲を作るうえで、サウンド面には大変気をつかったという。
- 元々2ndシングルは「Vanity」（1stアルバム『D・N・A』収録曲）をタイトル曲、「Vanish」（3rdシングル「EDEN 〜君がいない〜」カップリング曲）をカップリング曲として出す予定だったが録音終了後にダメ出しされ、歌メロもない状態で急遽レコーディングが始まり、その時に出来上がった曲が「Lunatic Gate」だった[1]。
- 前作より売り上げは落ちたものの、オリコンチャートでは順位を上げ、初登場11位となる。この順位は12thシングル「Shining ray」まで、Janne Da Arcのシングルの最高順位となる。
- テレビ朝日系「ビートたけしのTVタックル」エンディングテーマ曲

## 収録曲
| 全作詞: yasu。 |                  |           |              |                             |      |
| #              | タイトル         | 作詞      | 作曲         | 編曲                        | 時間 |
| 1.             | 「Lunatic Gate」 | yasu      | you, yasu    | you, Janne Da Arc, 明石昌夫 | 4:29 |
| 2.             | 「FAKE」         | yasu      | Janne Da Arc | Janne Da Arc, 明石昌夫      | 4:45 |
| 合計時間:      | 合計時間:        | 合計時間: | 合計時間:    | 9:14                        |      |

## 参加ミュージシャン
Janne Da Arc
- yasu：Vocal
- you：Guitar
- ka-yu：Bass
- kiyo：Keyboards
- shuji：Drums

## タイアップ
- テレビ朝日系列討論バラエティ番組『ビートたけしのTVタックル』エンディングテーマ (#1)

## 収録アルバム
- D・N・A (#1)
- ANOTHER SINGLES (#2)
- SINGLES (#1)
- Janne Da Arc MAJOR DEBUT 10th ANNIVERSARY COMPLETE BOX (#1)